# بدر الخمیس
بدر الخمیس (انگلیسی: Bader Al-Khamees؛ زادهٔ ۴ اوت ۱۹۸۴) یک ورزشکار اهل عربستان سعودی است.
از باشگاه‌هایی که در آن بازی کرده‌است می‌توان به باشگاه فوتبال التعاون عربستان سعودی، و باشگاه فوتبال الاهلی عربستان سعودی، باشگاه فوتبال الاتفاق عربستان سعودی، باشگاه فوتبال التعاون عربستان سعودی، و باشگاه فوتبال الفتح عربستان سعودی، باشگاه فوتبال التعاون عربستان سعودی، و تیم ملی فوتبال عربستان سعودی اشاره کرد.
وی همچنین در تیم ملی فوتبال عربستان سعودی بازی کرده است.